# Shall we☆Carnival
『Shall we☆Carnival』（シャル ウィ カーニバル）は、i☆Risの4枚目のオリジナルアルバム。2020年3月13日にDIVE II entertainmentから発売された。

## 概要
2021年3月31日に澁谷梓希がi☆Risを卒業したことから、6人体制としては最後の作品となった。
TVアニメ5作品のタイアップ曲のほか、アルバムオリジナル曲を含めた全11曲を収録。

## 収録曲
1. ハピラキ☆Dream Carnival [5:02]
作詞・作曲・編曲:Motokiyo
2. Memorial [4:10]
作詞：森月キャス、作曲・編曲：渡辺徹
テレビ東京系アニメ「アイドルタイムプリパラ」第4クールオープニングテーマ
3. Endless Notes [4:23]
作詞・作曲：馬渕直純、編曲：大久保薫
テレビアニメ『グリムノーツ The Animation』エンディングテーマ
4. アルティメット☆MAGIC[4:02]
作詞：廣瀬祐輝、金子麻友美、作曲：廣瀬祐輝、編曲：久下真音
テレビアニメ『賢者の孫』オープニングテーマ
5. Spending [4:04]
作詞・作曲：神谷礼、編曲：大久保薫
6. Changing point [3:50]
作詞：前澤希、作曲・編曲：南田健吾(onetrap)
アニメイズムB2テレビアニメ『魔法少女サイト』オープニングテーマ
iPhone iOS&Android向けレースゲーム『爆走ドリフターズ』挿入歌
7. 泡沫の光 [4:37]
作詞：石川ゆう、Solphy、作曲・編曲：石川ゆう
ミステリーアドベンチャーゲーム「Root Film」主題歌
8. FANTASTIC ILLUSION[3:59]
作詞・作曲・編曲:Motokiyo
テレビアニメ『手品先輩』オープニングテーマ
9. TIN TONE [3:42]
作詞・作曲：ARAKI、編曲：corin.
10. One Kiss [4:09]
作詞：まるちきのこ、作曲：悠木真一、編曲：大久保薫
11. 夢中グラフィティ [4:40]
作詞：ARAKI、作曲：廣瀬祐輝、編曲：久下真音

### Blu-ray収録映像
1. ハピラキ☆Dream Carnival -Music Video-
2. ハピラキ☆Dream Carnival -Off Shot Movie-
3. Memorial -Music Video-
4. Changing point -Music Video-
5. Endless Notes -Music Video-
6. アルティメット☆MAGIC -Music Video-
7. FANTASTIC ILLUSION -Music Video-